# Oxandra reticulata
Oxandra reticulata Maas – gatunek rośliny z rodziny flaszowcowatych (Annonaceae Juss.). Występuje endemicznie w Brazylii – w stanach Bahia, Piauí, Goiás oraz Minas Gerais. 

## Morfologia
PokrójZimozielone drzewo lub krzew dorastające do 1–12 m wysokości.
LiścieMają owalny lub eliptyczny kształt. Mierzą 5–10 cm długości oraz 2–4,5 cm szerokości. Blaszka liściowa jest całobrzega o tępym wierzchołku.
OwocePojedyncze, o elipsoidalnym kształcie. Osiągają 13–19 mm długości i 11–14 mm szerokości.

## Biologia i ekologia
Rośnie w lasach, na terenach nizinnych.